# 岩手県交通雫石営業所
岩手県交通雫石営業所（いわてけんこうつうしずくいしえいぎょうしょ）は、岩手県岩手郡雫石町に存在した岩手県交通の営業所である。

## 所在地
岩手県岩手郡雫石町谷地120-1

## 沿革
- 1958年 - 岩手中央バス雫石営業所として開設[1]。
- 1976年6月1日 - 合併により岩手県交通雫石営業所となる。
- 2004年4月1日 - 雫石町内路線（雫石網張線を除く）から撤退（あねっこバスで代替）。
- 2021年3月27日 - 管内において地域連携ICカード「Iwate Green Pass」を導入[2][3]。「Suica」などの全国相互利用サービスに対応した交通系ICカードが利用可能となる[2]。
- 2022年12月31日 - 閉所。管内の路線は滝沢営業所と矢巾営業所へ移管された[4][5]。

## 所管していた路線

### 太田経由繋温泉線
- 106：つなぎ温泉 - 太田テニスコート前 - 盛岡駅 - 盛岡バスセンター
  - 2019年10月1日の改正から停留所名「太田スポーツセンター前」から「太田テニスコート前」に変更となった[6]。
  - 移管時は運休中であったが、2023年4月1日を以て運休中のまま路線廃止となった。

### イオンモール盛岡線
- 224：イオンモール盛岡 - 稲荷町 - 三ツ家 - 城西町 - 盛岡駅（東口10番乗り場）
  - 滝沢営業所と共管。閉所後は滝沢営業所と矢巾営業所へ移管。

### 滝沢長橋台団地線
- 223：滝沢市役所 - 滝沢ニュータウン中央 - 長橋中央 - 下前潟 - 三ツ家 - 盛岡駅西口 - 啄木新婚の家口 - 盛岡バスセンター
  - 滝沢営業所と共管[7]。閉所後は滝沢営業所に移管

### 雫石線
- 雫石営業所（ - 雫石駅前）- 堀割（ - いわてリハビリセンター） - 大釜（ - イオンモール盛岡） - 三ツ家 - 盛岡駅 - 盛岡バスセンター
  - 閉所後は雫石駅前始発に変更される。
  - 2022年12月30日以降、滝沢営業所と矢巾営業所へ移管[8]。

### 繋温泉線
- つなぎ温泉 - 大釜（ - イオンモール盛岡） - 天昌寺 - 盛岡駅 - 盛岡バスセンター
  - 2022年10月1日に鶯宿温泉 - つなぎ温泉間を廃止した上で、路線名を繋鶯宿線から繋温泉線へ変更。
  - 2022年12月30日以降、滝沢営業所と矢巾営業所による運行となる[8]。

### 小岩井農場線
- 小岩井農場まきば園 - 小岩井駅 - 大釜 - 三ツ家 - 盛岡駅 - 盛岡バスセンター
  - 2019年4月1日網張温泉線の路線短縮に伴い、新設。

### 小岩井観光線
- 小岩井農場まきば園 - (途中無停車)  - 盛岡駅

### 繋・小岩井線
- つなぎ温泉 - 小岩井農場まきば園

### 滝沢小岩井線
- 滝沢市役所 - 大釜駅 - みどり団地 - 小岩井駅
  - 2006年12月、滝沢営業所から移管。閉所後は滝沢営業所へ再移管。
  - 滝沢市より委託の路線で、滝沢市立滝沢南中学校の下校時刻に合わせ小岩井駅行き便の時刻が変動する。

### 盛岡・雫石スキー場線
- 雫石スキー場 - 盛岡駅西口（冬期間のみ）

## 撤退路線

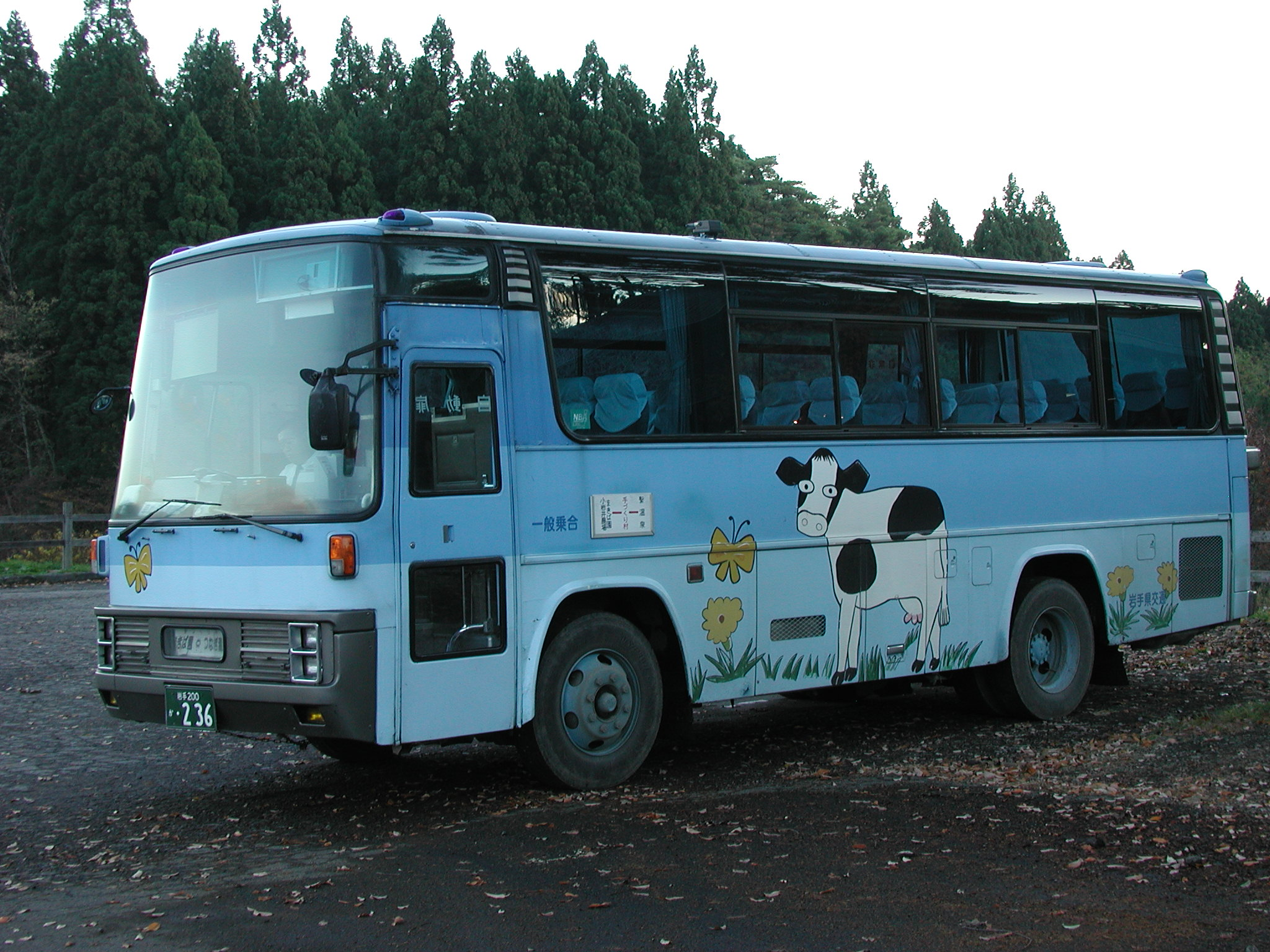
小岩井農場内案内バス
- 1周約70分で、農場内各施設を巡回する。
- 現在は他事業者に移管され、ガイド付きバスツアーとして運行されている。

## 閉所以前の廃止路線
雫石・天昌寺線
- 雫石営業所 → 堀割 → 大釜 → 天昌寺 → 岩手高校前 → 盛岡バスセンター
  - 平日のみ運行

岩清水小岩井駅線
- 岩清水公民館→姥屋敷小中学校→小岩井駅
  - 休止路線扱い

西山直通線
- ゆこたんの森→玄武温泉→西山→雫石駅→盛岡駅→盛岡バスセンター

西山線
- 雫石駅 - 西山 - 玄武温泉 -  ゆこたんの森

西根線
- 雫石駅 - 駒木野 - 堀切 - 玄武温泉 -  ゆこたんの森
- 雫石駅 - 駒木野 - 雫石プリンスホテル - 堀切 - 玄武温泉 -  ゆこたんの森

雫石小岩井線
- 雫石駅 - 晴山団地 - 小岩井駅 - 小岩井農場まきば園

雫石鶯宿線
- 雫石営業所 - 雫石駅 - 掘割 - 安庭小学校 - 鶯宿温泉

大村線
- 雫石営業所 - 雫石駅 - まがき野 - 田茂木野

橋場線
- 雫石駅 - 山津田 - 道の駅雫石あねっこ

西山線・西根線・雫石小岩井線・雫石鶯宿線・大村線・橋場線は、雫石町および地元NPOが運営するあねっこバスに移管されている。
雫石･温水プール線
- 雫石駅 - 小岩井駅 - 小岩井農場まきば園 - 岩手県営屋内温水プール

小岩井駅農場線
- 小岩井駅 - 小岩井農場まきば園

急行つなぎ雫石スキー場線
- つなぎ温泉 - 雫石駅 - 雫石高校 - 上永山 - 早坂 - 雫石スキー場

急行雫石スキー場線
- 雫石駅 - 雫石高校 - 上永山 - 早坂 - 雫石スキー場

雫石・日赤線
- 108：雫石営業所→三ツ家→盛岡駅→盛岡バスセンター→日赤前→手代森ニュータウン
  - 2011年4月をもって廃止。

雫石網張線
- 雫石駅 - 西山 - 玄武温泉 - 網張温泉
  - 2011年4月をもって廃止。

網張温泉線
- 網張温泉 - 小岩井農場まきば園 - 小岩井駅 - 大釜 - 三ツ家 - 盛岡駅 - 盛岡バスセンター
  - 2008年10月1日 - 小岩井駅経由に変更。
  - 2019年3月31日の運行をもって廃止。

繋鶯宿線
- 鶯宿温泉 - つなぎ温泉 - 大釜（ - イオンモール盛岡） - 天昌寺 - 盛岡駅 - 盛岡バスセンター
  - 2022年9月30日の最終運行をもって廃止[9]。